# 卢卡·阿戈莱托
卢卡·阿戈莱托（義大利語：Luca Agoletto，1962年9月11日—），意大利男子赛艇运动员。他曾代表意大利参加2008年夏季残疾人奥林匹克运动会赛艇比赛，获得混合四人单桨有舵手金牌。